# أليل (وراثة)

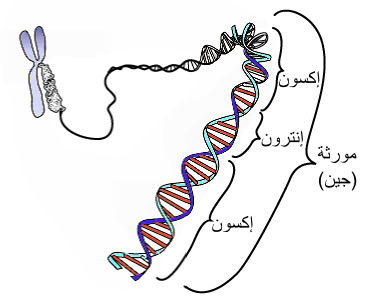

الأليل أو الحليل أو البديل أو الداغش (بالإنجليزية: allele) هو نسخة أو شكل بديل للمورِّثة أو موقع كروموسومي (عادة يتكون من مجموعة مورثات). وللمورثة على الأقل نسختان أو شكلان بديلان. أحيانا قد ينتج عن الألائل المختلفة المحتوية على اختلافات في الشفرة الوراثية خلات مختلفة (كلون الجلد أو العين). إلا أن الكثير من الاختلافات لا تؤدي إلا لاختلاف ظاهري طفيف أو معدوم.
معظم الكائنات الحية متعددة الخلايا تحتوي على مجموعتين اثنتين من الكروموسومات، إذ ترث واحدة من الأب وواحدة من الأم، أي أنها ضعفانية [الإنجليزية]. وتسمى هذه الكروموسومات بالكروموسومات المتماثلة. بما أن الكائنات الحية الضعفانية تحمل مجموعتين من الكروموسومات، هذا يعني أنها تحمل نسختين من كل مورثة (أي زوجاً من الألائل لكل مورثة). إن كان الأليلان كلاهما متطابقين، فالكائن الحامل لها يسمى زيجوت متماثل, ويصف بمتماثل الزيجوت. وإن كان الأليلان مختلفان، فالحامل لها هو زيجوت متباين ويصف بمتباين الزيجوت.
إجمالاً يمتلك الأفراد المنتمون لتجمع أو نوع من الكائنات الحية عدة ألائل (نسخ مختلفة من المورثات) لكل موضع كروموسومي locus. يمكن قياس درجة التنوع الأليلي لموضع كروموسومي معين بعدد الألائل الموجودة (تعدد الأشكال)، أو بالنسبة التي يشكلها متباينو الزيجوت من التجمع.
هذا وتعد كلمة أليل allele مُصَغَر كلمة allelomorph والتي كانت تستخدم في الأيام الأولى لعلم الوراثة من أجل وصف الصيغ المختلفة للمورثة التي تبينت من خلال الأنماط الظاهرية المختلفة.

## مثال جين ABO
على سبيل المثال، يوجد 3 ألائل للجين الذي يحدد نوع فصيلة الدم نظام الزمر الدموية ABO وهم IA و IB و IO والتي على ضوئها يتم تحديد كيفية نقل الدم من المتبرعين للمحتاجين. لأن كل شخص يحمل أليلين فقط لهذا الجين (واحد من الأب والثاني من الأم). في هذه الحالة، هناك لان يكون الجين الخاص به مكون من إحدى ست احتمالات AA، AO،BB،BO،AB، أو OO.
هذه الستة احتمالات ستنتج أربعة صفات فقط كالتالي:
- فصيلة الدم A والتي تنتج عن الجين المكون من أليلين من نوع (AA) ويوصف بأنه زيجوت متماثل أو أليلين (AO) ويوصف بأنه زيجوت متباين.
- فصيلة الدم B والتي تنتج عن الجين المكون من أليلين من نوع (BB) ويوصف بأنه زيجوت متماثل أو أليلين (BO) ويوصف بأنه زيجوت متباين.
- فصيلة الدم AB وتنتج عن الجين المكنون من أليلين من نوع (AB) ويوصف بأنه زيجوت متباين.
- وأخيرا فصيلة الدم O الناتجة عن أليلين (OO) ويوصف بأنه زيجوت متماثل.

## الألائل السائدة والمتنحية
في الكثير من الحالات، توصف العلاقات الجينية بين زوج الألائل في موضع كروموسومي معين بأنها سائدة أو متنحية، وذلك وفقا لأي من النمطين الجينيين المتماثلين يوجد تمثيل أكبر في النمط الظاهري للزيجوت المتباين. عندما تكون الخلة لمتباين الزيجوت (الحامل لأليلان مختلفان) مطابقة لتلك لدى متماثل الزيجوت (الحامل لأليلان متماثلان)، فإن أليل الخلة يُعتبر سائدا على الأليل الثاني، ويُعد الأليل الثاني متنحياً للأول. فمثلا إن كان لجين معين أليلان A وB، والنمط الظاهري لمتباين الزيجوت AB مطابق للنمط الظاهري لمتماثل الزيجوت BB، فإن الأليل B سائد على الأليل A. درجة السيادة ونمطها تختلف من موضع صبغوي لآخر (انظر صفة سائدة). أول من وصف هذا النوع من العلاقة بين الألائل كان غريغور مندل. إلا أن الكثير من الخلات لا تمتثل لهذه التصنيفات البسيطة، فالأنماط الظاهرية تتأتى عن تفاعل عدة جينات.

## تواترات النمط الجيني
يمكن استخدام تواتر الأليلات لدى تجمع ضعفاني للتنبؤ بتواترات الأنماط الجينية النظيرة (أنظر إلى مبدأ هاردي-واينبيرغ). في حالة نموذج بسيط به اثنين من الأليلات، فإن:
{\displaystyle p+q=1\,}
{\displaystyle p^{2}+2pq+q^{2}=1\,}
حيث p هو تردد لأحد الأليلين، و q هو تردد الأليل البديل، ويجب أن يكون مجموعهما الوحدة (1). أما P2 فهو تردد جزء من التجمع متماثل ازيجوت للأليل الأول، و2pq هو جزء من غير متماثل الزيجوت، وq2 جزء من متماثل الزيجوت للأليل البديل. إذا كان الأليل الأول هو السائد على الثاني، فإن ذلك الجزء من التجمع سيظهر أن النمط الجيني السائد هو P2 + 2pq، أما الجزء الخاص بالنمط الجيني المتنحي فهو q2.
في حالة كان هناك 3 أليلات، فإن:

في حالة تعدد الأليلات في موضع كروموسومي ضعفاني، فإن عدد الأنماط الجينية (G) لعدد من الأليلات (a) يساوي:
{\displaystyle p+q+r=1\,} and
{\displaystyle p^{2}+q^{2}+r^{2}+2pq+2pr+2qr=1.\,}

## السيادة الأليلية في الاضطرابات الوراثية
هناك عدد من الاضطرابات الوراثية التي تحدث عندما يرث فرد أليلين متنحيين لصفة أحادية الجين. تتضمن الاضطرابات الوراثية المتنحية أمراض كالبرص، التليف الكيسي، الجلاكتوزيمية، البوال التخلفي، وداء تاي ساكس. هناك اضطرابات أخرى تكون بسبب الأليلات المتنحية أيضا، لكن لأن الموضع الجيني موجود في الكروموسوم إكس، بحيث يكون للذكور نسخة واحدة فقط (أي يكونون متماثلي الزيجوت)، فإنها تنتشر بشكل أكبر لدى الذكور مقارنة بالإناث. تشمل الأمثلة عمى اللون الأحمر والأخضر، ومتلازمة الكروموسوم إكس الهش.
تحدث الاضطرابات الأخرى، كداء هنتغتون، عندما يرث الفرد أليلا سائدا واحدا.